# Юшанов, Алексей Лукич
Алексей Лукич Юшанов (1840, г. Нижний Ломов, Тамбовская губерния — не ранее 1866) — русский живописец-жанрист, рисовальщик, график, иконописец.
Талантливый представитель обличительного бытового реализма 1860-х гг.

## Биография
Родом из мещан Тамбовской губернии. С 1860 года обучался в Московском училище живописи и ваяния под руководством Е. С. Сорокина. Продолжил учёбу в Императорской академии художеств.
Будучи студентом училища, создал острую социально-бытовую картину «Проводы начальника» (1864), написанную в продолжение традиций родоначальника критического реализма в русской живописи П. А. Федотова. За эту картину художник на выставке Академии был удостоен Большой серебряной медали, и она была приобретена коллекционером П. М. Третьяковым.
Писал образа для иконостасов, исполнял заказы для церквей. Автор большого количества рисунков и графических листов, воспроизводящих «типы» своего времени (Государственный Русский музей).